# Barnafülű álszajkó
A barnafülű álszajkó (Ianthocincla konkakinhensis) a madarak osztályának verébalakúak (Passeriformes) rendjébe és a Leiothrichidae családjába tartozó faj.

## Rendszerezése
A fajt Jonathan C. Eames és C. Eames írták le 1835-ben, a Garrulax nembe Garrulax konkakinhensis néven. Egyes szervezetek jelenleg is ide sorolják.

## Előfordulása
Délkelet-Ázsiában, Laosz és Vietnám területén honos. Természetes élőhelyei a szubtrópusi vagy trópusi hegyi esőerdők. Állandó, nem vonuló faj.

## Megjelenése
Átlagos testhossza 24 centiméter.

## Életmódja
Feltételezhetően gerinctelenekkel és némely növényi anyagokkal táplálkozik.

## Természetvédelmi helyzete
Az elterjedési területe nagyon kicsi, egyedszáma 1000–2499 példány közötti, viszont stabil. A Természetvédelmi Világszövetség Vörös listáján sebezhető fajként szerepel.